# Dang Dai (revista)
Dang Dai es una publicación trimestral argentina fundada en 2011 por los periodistas Gustavo Ng, Néstor Restivo (sus directores desde 2017) y Camilo Sánchez.
Su subtítulo es «primera revista de intercambio cultural argentino-china».
La información de la revista se complementa con el portal www.dangdai.com.ar
y lo hizo hasta 2017 con el programa radial De acá a la China (que pasó por emisoras porteñas, como FM Palermo y AM 750).
Su contenido incluye todo lo relacionado con las relaciones bilaterales entre Argentina ―y también América Latina― y la República Popular China: la política, la economía, los negocios, la ciencia, la tecnología, la educación, el deporte, el idioma y todos los campos culturales.
Su primer ejemplar, en la primavera de 2011, surgió con el apoyo de un subsidio a revistas culturales ganado en concurso y organizado por el Gobierno de la Ciudad de Buenos Aires.
A partir de 2012 es un proyecto autosostenido.
Sus tres fundadores, periodistas que han trabajado en numerosos medios nacionales y extranjeros, han viajado ocasionalmente a la República Popular China para notas periodísticas y otras actividades de intercambio cultural.
Néstor Restivo y Gustavo Ng son además autores del libro Todo lo que necesitas saber sobre China, publicado en Buenos Aires por Editorial Paidós en 2015. Restivo es asimismo autor de China, el aliado inesperado. Presente y futuro de las relaciones entre Argentina y la República Popular China, publicado por la Editorial de la Universidad de Villa María (provincia de Córdoba) en 2015. Gustavo Ng, hijo de un inmigrante chino cantonés, tiene a su vez un libro inédito de viajes por China.
Entre los colaboradores destacados de la revista Dang Dai, se encuentran
cancilleres,
ministros,
embajadores,
artistas,
académicos,
escritores,
especialistas en las relaciones bilaterales,
y otros trabajadores de prensa
y artistas colaboradores.
Suelen colaborar en la revista
- Ángeles Ascasubi
- Fernando Capotondo
- Feiyin Chen
- Mónica Cofre
- Camilo Estrada González
- Lucía Fernández
- Ernesto Fernández Taboada
- Marcela Fernández Vidal
- Lelia Gándara
- Gustavo Girado
- Patricio Giusto
- Ana Kuo
- Jorge Malena
- Leticia Martínez
- Carlos Moneta
- Leticia Pogoriles
- Carola Ramón Berjano
- Verónica Salamanco
- Guillermo Santa Cruz
- Florencia Sartori
- Hernán Terrizzano
- Federico Von Baumbach
- Pablo Zhong
- Susana Zhong
- Ronnie Keegan (fotógrafo)
- Laura Ortego (fotógrafa)
- Horacio Paone (fotógrafo)
- Leandro Teysseire (fotógrafo)
- Paula Galli (diseño).

La revista Dang Dai está asociada a la Cámara Argentino China de la Producción, la Industria y el Comercio, y a la AReCIA (Asociación de Revistas Culturales Independientes de Argentina).
En 2017 dejó de producirse el programa de radio De acá a la China, que producía DangDai.
Desde ese año (2017), la revista Dang Dai y el portal Dangdai.com.ar se asociaron a la Universidad de Congreso (con sede central en la ciudad de Mendoza) y a su Casa de la Cultura China en Buenos Aires.
A partir de entonces hay un comité editorial formado por
Rubén Bresso,
José Luis Manzano,
Javier Álvarez,
Gustavo Made y
María Mercedes Demasi, en tanto Gustavo Ng y Néstor Restivo pasaron a ser los directores periodísticos.

## Números de la revista

### 2011
Número 1:
- La visita a Buenos Aires del ministro Chen Deming
- La labor de los Institutos Confucio en la UBA y en la UNLP
- El cineasta Wu Tianming, rey de las máscaras
- Fotos de Julie Weizs
- Guillermo Martínez en mandarín
- La cocina de Diego Pizzi en Buddha Ba
- Mao poeta
- Messi y Yao Ming
- Los dibujos de Lo Yuao
- Confucio y Martín Fierro
- Viaje a Yangshuo.

### 2012
Número 2:
- Ideogramas de Pablo Kuo
- Michaux y Borges
- La mirada de José Bekinschtein
- Traducciones de Juan L. Ortiz (1896-1978) y Zhao Zhenjiang (1939-)[4]
- La montaña mágica de Taishan
- Medicina tradicional china en Argentina
- Columna del canciller Héctor Tímerman
- Columna de los profesores Jorge Malena y Gustavo Girado
- Columna del embajador Yin Hengmin
- Columna de la psicoanalista Teresa Yuan.

Número 3:
- Cuarenta años de relaciones bilaterales, con opinión de los embajadores y la historia de ese vínculo
- Borges como admirador de Zhuangzi
- Laotsé y el taoísmo
- Un viaje a Xi’an (por Silvia Naishtat)
- La actriz y artista marcial Chen Min e Ignacio Huang
- Entrevista al cineasta taiwanés Wei Te-Sheng
- La experiencia de Arcor en China
- Buda en Belgrano
- El restaurante porteño Chino Central
- Entrevista a Eduardo Berti.

Número 5:
- El Che, Gardel y Messi cruzan la muralla (política, fútbol y tango en el intercambio)
- Antiguos ideogramas chinos
- Susana Liu y Zhong Chuanmin en la USAL
- El restaurante Hong Kong Style
- Andy Warhol y el pop art en China
- Miguel Ángel Petrecca (n. 1979) y la poesía de Yu Jian (n. 1954) y Luo Fu (1928-2018)
- La fiesta de Vesak
- Shanghái (por el embajador Miguel Velloso)
- Wei Qi, mundo de estrategias eficaces (por Telma Luzzani).[5]

### 2013
Número 6:
- La ruta de la soja
- Opiniones del ministro Norberto Yauhar
- Opiniones del académico Mariano Turzi
- Opiniones del empresario Gustavo Grobocopatel
- Lao Tsé en Argentina
- Inmigrantes
- Año Nuevo chino
- El fútbol del Zhezho Batista en Shanghái
- La llegada del ICBC
- Psicoanálisis en China
- Valores asiáticos (por Carlos Moneta).

Número 7:
- Las siete miradas argentinas sobre el gran dragón
- Columna de Silvia Simonit
- Columna de Luciana Denardi
- Columna de Juan Gabriel Tokatlian
- Columna de Félix Peña
- Columna de Ernesto Fernández Taboada
- Columna de Carola Ramón-Berjano
- Arte de Belén Ruiz
- Entrevistas a los escritores Qiu Xiaolong y Chen Kaixian en Buenos Aires[6]
- Gladys Nieto escribe sobre la mujer oriental[7]
- El tesoro arqueológico de San Xing Dui
- Los pioneros jesuitas
- Andrea Pappier y el Barrio Chino de Belgrano
- Informe de la base satelital y lo aeroespacial: del Mao I al Capitán Beto
- Fábricas recuperadas.

### 2014
Número 8:
- Amor sin fronteras: parejas argenchinas
- Columna sobre trenes del ministro Florencio Randazzo
- Diez años de los viajes de Kirchner y Hu en 2004
- Entrevistas de Jorge Halperín a Ludovica Squirru
- De Federico Von Baumbach a Alberto Laiseca y de Marcela Fernández Vidal a Máximo López May
- La llegada de la empresa Gezhouba para las represas de Santa Cruz
- Irina Ng y el cómic chino
- La labor fotográfica de Jason Kung[8]
- El recuerdo del poeta desaparecido por la dictadura Miguel Ángel Bustos
- Amante del I Ching.

Número 9:
- ¡Gan Bei! (¡salud!)
- El vino argentino en China
- Opiniones de Silvia Karina Fiezzoni
- Eduardo Oviedo y Jorge Castro sobre la visita del presidente Xi Jinping
- Entrevista al adelantado Franco Macri
- La venta de las empresas Nidera y Noble a Cofco
- La China de Xul Solar y de Juan Gelman
- Semiótica de los ideogramas, por Lelia Gándara
- Arquitectura pekinesa (por Hernán Maldonado)
- Cocina china (por Pietro Sorba)
- Viaje a Hong Kong
- El cine de Johnnie To
- Fotos de Ronnie Keegan y Yang Min.

Número 10:
- Daniel Santoro y las iconografías peronista y maoísta
- La ministra Débora Giorgi habla de la industria y China
- Debate con varios académicos sobre la relación bilateral
- Horacio Lavandera escribe sobre la música contemporánea china y el fenómeno Lang Lang
- Chuan Wai y Mai Jia en Buenos Aires
- Guy Delisle y Shenzhen
- El restaurante Beijing en Palermo
- Llegan las petroleras Sinopec
- Cnooc y AP
- Nanjing pasa a Buenos Aires la antorcha olímpica juvenil
- Karaoke en Buenos Aires
- La traducción del tango y de Horacio Ferrer
- Poesía erótica por Rubén Pose.

### 2015
Número 11:
- Cai Guo-Qiang incendia La Boca
- Nuevo viaje de Cristina Fernández de Kirchner a China
- El mapa de la colectividad china en Argentina
- El Fa y el Li de la justicia oriental (por Francesca Staiano)
- Nota del ministro de Turismo Enrique Meyer
- Clepec
- SanCor y su experiencia en China
- Entrevista al poeta Miguel Ángel Petrecca
- Libro «Ecos y transparencias»
- La Patagonia y China
- Restaurante El Obelisco
- Rincón porteño en Beijing.

Número 12:
- Brotes: la nueva generación de argentinos con origen chino
- Entre otros Juan Martín Hsu
- Ana y Carola Kuo
- Carlos Lin
- Verónica Chen e Ignacio
- Antonio Chuang y Roxana Huang.
- La voz de Nati Passamonti
- Los artistas Liu Bolin (n. 1973) y Zhang Dalí (n. 1963) en el Macba
- Convenios bilaterales
- Columna de Gabriel Delgado (secretario de Agricultura)
- Historia de los maoístas argentinos (por Néstor Restivo)
- Silvia Abollo escribe sobre versos pareados
- Gustavo Ng sobre la cocina de huo guo
- Mercedes Giuffré sobre el orientalismo borgeano
- El padre Ismael Quiles
- Las «chinas del campo» (por Rubén Pose y Evelia Romano, con dibujos de Molina Campos)
- La visita del maestro en artes marciales Lizhen Hua
- Los robots de Rodolfo Cossovich
- El primer embajador José Arce (por Fabián Bosoer)

Número 13:
- ¿Scioli o Macri conducirán el tren a China?
- La Salada de Hsu
- Reigadas
- Malena y Mariano Turzi debaten sobre democracia y socialismo chino
- Debate sobre los OMG
- Las obras por el Belgrano Cargas
- Taoísmo
- Biogénesis Bagó se instala en Yanglin
- El origen del polo
- Entrevista al embajador Yang Wanming
- Cómo tuitear y chatear en China
- El Museo de los Bronces de Shanghái

### 2016
Número 14:
- Que florezcan libros: producción sobre textos, novelas y ensayos sobre China disponibles en Argentina
- El último matriarcado
- Visita a Kashgar
- Indelval
- Títeres y porcelanas
- Enrique Dussell Peters y Gonzalo Paz hablan sobre los lazos sino-latinoamericanos
- La película Arribeños
- Entrevista al nuevo embajador Diego Guelar
- Columnas de Fortunato Mallimaci y Luciano Galende
- El arte de Hengyuan Han
- La Casa de la Cultura China en Buenos Aires

Número 15:
- Zhang Daqian en Mendoza
- Entrevista al consejero comercial Zhai Chengyu y a la cantante Haien Qiu
- Adelanto exclusivo de la novela de Federico Jeanmaire, Tacos altos
- Taichí chuan (por Camilo Sánchez y el doctor Félix Amicone)
- El mercado tropical de Qingping
- Nü shu, el lenguaje de las mujeres
- Bodegas que llegaron a China
- El tanguero Gaviota Ou Zhanming y su amor por el 2×4
- Presentamos al escritor Han Shaogong.

Número 16
- El papa Francisco y China
- Tributo a Salomón Schujman, leprólogo argentino en Cantón
- Vinculaciones académicas de la UBA
- Visita a Buenos Aires y La Plata de Xu Zechen y A Yi
- Mónica Villa en Xi’an
- Viaje a la aldea Tiaoping
- El Barrio Chino de México
- Redes sociales en China, controles y debates
- La exportación de marcas
- Geopolítica de Eurasia, Mar del Sur y yuanes
- Comercio con Taiwán
- Instituto de Medicina Tradicional China
- Arte de Julieta Jiterman

Número 17
- Malvinas, el apoyo de China a una causa nacional
- 45 años de relaciones bilaterales sinoargentinas
- Tributo a Osvaldo Pugliese y al bambú
- El debate por el ingreso de China a la OMC, ¿de qué mercado hablamos?
- Entrevista a los escritores Mónica Lou Yu, Ye Duoduo y Cun Wenxue
- Entrevista al legislador Fernando Yuan y al cineasta Xie Fei
- Viaje a Turpán
- Prejuicio contra los inmigrantes
- Adelanto del libro El año del gallo de fuego, de Gustavo Ng
- La moda y el cuerpo, de Lyla Peng.

### 2017
Número 18
- Visita de Macri a China
- Convenio Conicet - Universidad de Shanghái, el CIMI
- Mapa de los acuerdos científicos y académicos entre Argentina y China
- La educación de los argentinos de origen chino
- Mempo Giardinelli y la literatura oriental

Número 19
- Borges y China
- Wang Yiyang, pinturas y caligrafía
- Relación comercial bilateral, agregar valor y densidad productiva
- El wuxia pian (cine de artes marciales)
- La labor imprescindible de los intérpretes.

Número 20
- Mao y Perón, diálogo con Horacio González y Domingo Bresci
- Entrevista al poeta Xi Chuan (n. 1963)
- Fujianeses, la mayor diáspora china en Argentina
- Visita de Ai Wei Wei
- «El mármol», de César Aira
- Cómo evitar los desencuentros en los negocios bilaterales.

### 2018
Número 21
- Cuando «Mafalda» llegó a China, la vida de Sanmao (1943-1991).
- Avances y problemas con las visas
- Lo asiático en la cultura andina y latinoamericana
- Crónica del XIX Congreso del PCCh
- 2018 el Año del Perro.

Número 22
- Artistas argentinos a la conquista de China
- El G-20 y la visita de Xi Jinping
- Reforma constitucional en China
- La guerra del Opio y la Vuelta de Obligado
- Las librerías y bibliotecas chinas en Argentina
- Las pinturas de Enrique Pasquini (n. 1936).

Número 23
- China en el G-20
- El fileteado porteño llegó a Beijing y a Shanghái
- Entrevista al sinólogo francés François Jullien
- El poeta Wang Yin pasó por Buenos Aires[10]
- Gustavo Béliz y la convergencia tecnológica China-Latinoamérica
- Rodolfo Walsh y el «cuento extraño» chino.[11]

### 2019
Número 24
- La visita de Xi Jinping y el G20 en Buenos Aires
- La moda china avanza en Occidente
- Cuarenta años de la reforma y apertura
- Fervor en China por Borges, el hispanoamericano más leído y estudiado
- Nuevo Centro de Estudios Argentina China en Sociales de la UBA
- Luis Scola en Shanghái
- La extraña ciudad de Yushu[12]

Número 25
- Ricardo Piglia en China: militancia y literatura; textos exclusivos
- Entrevista a Xia Diya, nueva consejera económica y comercial en Argentina
- Entrevista al escritor Xu Zechen en Beijing
- El plan lunar chino y la Antártida como espacios de cooperación con Argentina
- Los influencers de la colectividad: Karina Gao, Teresa Chen y Carlitos Lin
- Confucio federal
- La comunidad organizada, de Perón, traducida al mandarín.[13]

Número 26
- 70.º aniversario de la fundación de la República Popular China
- Entrevistas a los embajadores chino Zou Xioli y argentino Diego Guelar
- Dinosaurios: cooperación sino-argentina en paleontología
- DangDai en el Tíbet
- Negocios con langostinos y autos eléctricos
- Visita de las escritoras Lu Min y Xiao Xiao
- Lanzamiento de la editorial Mil Gotas con el libro Tándem
- Yunnan abrió una oficina de promoción en Buenos Aires
- La dinastía Tang
- Mendoza aprende mandarín
- Premio a DangDai en la Legislatura porteña.[14]

### 2020
Número 27
- Entrevista al presidente de la Nación, Alberto Fernández, sobre las relaciones entre Argentina y China. Nota de tapa con opiniones de empresarios y especialistas en el tema.
- Inversiones en litio en el noroeste argentino por parte de empresas chinas.
- Entrevista al cónsul argentino en Shanghái, Pablo Obregón, sobre la feria CIIE y las exportaciones argentinas a China.
- Se abrió el mercado de porcinos.
- Mujeres y artes marciales en Argentina.
- Del súper del barrio a hacer esculturas en Fujian: la historia de Huang Zhiqing.
- Cuando el nobel Mo Yan visitó la embajada argentina en Beijing
- Pequeñas editoriales chilenas promueven la literatura china.
- El templo Jinci y la estatua de San Martín en el parque Chaoyang.
- Lanzaron en China un nuevo libro sobre el tango.
- 2020, el año de la rata de metal.
- Nuevo informe sobre la lucha contra la extrema pobreza en China.[15]

Número 28
- El mundo en la pospandemia. Expertos y académicos chinos describen la nueva realidad
- Entrevista exclusiva al nuevo embajador argentino en Beijing, Luis María Kreckler
- Mapa del intercambio. Cómo es la red de instituciones argentinas que siguen la relación con China
- Nota de los sinólogos Pablo Blitstein y Gonzalo Paz
- Visita a los sitios donde vivieron Lu Xun y Li Bai, dos de los más grandes escritores chinos
- 5G, la batalla con Estados Unidos
- Reportaje fotográfico sobre la lucha contra la COVID-19
- Concurso de cuentos de alumnos chinos sobre temas argentinos, de nuestro consulado en Shanghái
- Ciberliteratura, boom en China
- Los sitios chinos Patrimonio de la Humanidad
- Cocina e identidad.[16]

Número 29
- La hora de las provincias: cooperación subnacional
- Eduardo Galeano (1940-2015) en China, 1963. Sus entrevistas a Zhou Enlai (1898-1976) y al emperador Puyi (1906-1967)
- Facundo, de Sarmiento, traducido al mandarín
- El gran río Yangtsé
- La juventud china de hoy
- El sistema de crédito social
- Relanzan las represas de Santa Cruz, habla Gerardo Ferreryra, de Electroingeniería
- Informes sobre pesca y arvejas
- La cuestión del acuerdo porcino
- Imágenes del fotógrafo A Yin (n. 1970)
- Visita al memorial de Sun Yat-sen en Guangzhou
- El arte de la pintura según François Cheng.[17]

### 2021
Número 30
- Tango. Así lo viven los chinos. Un recorrido fotográfico por milongas de Beijing, por Ariel Piluso.
- Entrevista al jefe del Estado Mayor Conjunto, general Juan Martín Paleo (n. 1962), el primer número de las Fuerzas Armadas argentinas que habla chino.
- Viaje a Marte. Cómo Argentina coopera desde Neuquén con el plan aeroespacial chino.
- Se viene la cuarta central atómica. Argentina y China buscan anunciarla en 2021.
- Treinta números. DangDai llegó a su tercer decena de revistas, y evoca sus tapas.
- El sueño del pabellón rojo. Rubén Pose explica los misterios y la infinitud de la novela clásica china.
- Alfredo Eric Calcagano recuerda sus impresiones de la China de la Reforma y la Apertura.
- El Código civil de Vélez Sársfield, en mandarín. Cuenta el proceso el profesor italiano David Esborraz.
- Las imágenes de China. ¿Cómo la percibe la política occidental? Por la filósofa Cristina Reigadas.
- Los negocios de Syngenta. La multi ahora china cuenta sus planes para 2021.
- El arte de Yang Yongliang. Una realidad flotante.[18]

Número 31
- Sabino Vaca Narvaja. Habla en exclusiva el nuevo embajador argentino en Beijing.
- Los 100 años del PCCh. El centenario del mayor partido político del mundo.
- Plan de cooperación productiva con China. Entrevista a Matías Kulfas (ministro de Desarrollo Productivo).
- El Che en China. A 60 años de un viaje histórico.
- Bernardo Kordon (1915-2002), un adelantado. La profunda relación del escritor argentino con la China maoísta.
- Radiotelescopio en San Juan. Otro campo de vinculación científica.
- Su Yang (1969-). Rock, folk y pop desde las tierras del norte.
- Libro sobre la superación de la pobreza en China y un pequeño boom editorial.
- Los hubs logísticos. Bases para incrementar el comercio.
- Insectos en el arte tradicional chino.
- Ciencias Sociales. Un nuevo centro binacional, por Fortunato Mallimaci.[19]

Número 32
- Informe especial sobre la Iniciativa de la Franja y la Ruta. ¿Cómo impactaría en Argentina? Opinan funcionarios y académicos.
- Fútbol en China. Mucha expectativa, pero ¿arranca? Argentina abrió una academia de fútbol en la ciudad de Yulín.
- Consumos del futuro. Tendencias del mercado chino y oportunidades para Argentina.
- Escritores latinoamericanos traducidos al mandarín.
- El megaacuerdo RCEP en Asia Pacífico.
- Los nuevos influencers chinos.
- Presentaron en Mendoza y Buenos Aires un libro sobre los 100 años del Partido Comunista Chino. El saludo de partidos argentinos.[20]

Número 33 (edición especial por los 10 años de la revista, con reedición de artículos especiales ya publicados)
- El tango en China
- Homenaje al dibujante Lo Yuao
- La presencia de Piglia, Galeano y Borges en China
- Fotos del Tíbet
- Néstor Kirchner y su viaje iniciático de 2004
- Mao y Perón según Daniel Santoro, Horacio González y Domingo Bresci
- Foro de medios públicos y privados sino-argentinos
- ¿Qué debe hacer el Estado argentino con China? Miradas académicas
- La cooperación económica bilateral
- Argentina frente a la Iniciativa de la Franja y la Ruta
- Los inmigrantes que llegan de China
- Los maoístas criollos de los años 1960 y 1970
- Diez lecciones de taichí
- Cai Guo Qiang en Buenos Aires
- Feminismo chino
- El combate a la pobreza a través de la educación
- Saludos a la revista DangDai por su décimo aniversario, entre otros del canciller Santiago Cafiero y del embajador chino en Argentina, Zou Xiaolin.[21]

### 2022
Número 34
- 50 años de las relaciones diplomáticas entre Argentina y la República Popular China
- El viaje del presidente Alberto Fernández a Beijing y los acuerdos firmados
- El cambio de matriz energética en China
- SISU, un faro de Shanghái para la enseñanza universitaria del español para chinos
- Participación argentina en la Bienal de Chengdu
- El Año del Tigre
- Un recorrido por las arquitecturas tradicional y moderna chinas, a cargo de Andrea Pappier
- El yuan digital versus la criptomoneda, por Federico Kucher
- Confucio según el Profesor Dragón.
- La última película del argentino de origen taiwanés Juan Martín Hsu (1979-).
- China en África, por Sergio Galiana.
- La "gamificación” en las miradas de Lucas Gualda y Ricardo Pons.
- Comentarios a un libro de Fu Ying sobre protocolo y etiqueta diplomáticos chinos, a cargo de Pedro Perucca.
- Poemas traducidos del poeta Hu Xian (1966-).[22]

Número 35
- Guía y mapa de oportunidades de negocios y relaciones en todas las provincias de China
- Juan L. Ortiz, Jorge Lafforgue y Carlos Astrada en la China maoísta
- El coleccionista de arte oriental del Mercado de Pulgas de Dorrego[23]
- Un viaje de 10.134 kilómetros, nuevo libro español-mandarín de Gustavo Ng
- Cómo se dicen y escriben los países en chino
- Encuesta sobre los porteños y la inmigración china
- Elías Huang y las fotos de Hanfu
- Manuel Belgrano y China
- Los nuevos papás de China[24]

Número 36
- Litio y electromovilidad en la cooperación argentino-china (opinan Roberto Salvarezza, Fernando Fazzolari, Ricardo Pignanelli, Pablo Tarantini y otros)
- Entrevista al ministro Matías Lammens sobre turismo chino en Argentina
- Nuevo Museo de Arte de Hong Kong y el aporte fotográfico de Fan Ho (1931-2016)
- En la cultura china, ¿cuáles regalos se pueden dar y cuáles no?
- El humor en China
- Los sinogramas de Pedro Ceinos
- El arte escultórico de Huang Jianyi
- Presencia china en la Antártida, por Guillermo Carmona y Jorge Malena.[25]

### 2023
Número 37
- Todos los negocios que explora China para invertir en Argentina en 2023
- El Eternauta, traducido al mandarín por una editorial de Shanghái
- Un diálogo con Mo Yan (1955-), premio nobel de literatura 2012
- Entrevista a María Elena Díaz: filosofía china antigua
- El XX Congreso del PCCh por dentro
- ¿Qué ganaría Argentina ingresando a los BRICS?
- El memorial y museo de la masacre de Nanjing

Número 38
- Informe exclusivo sobre dónde y qué se enseña de China en toda la Argentina, desde el idioma mandarín hasta su historia y cultura.
- Federico Chang, el futbolista argentino de origen taiwanés que sueña con ser astro.
- Oficina de Guangdong abrió en Buenos Aires.
- Alejandro Zhao y su increíble viaje en moto por América Latina.
- El Museo Nacional de Arte Oriental ya tiene su nueva sede en el Centro Cultural Borges.
- Traducen un libro argentino sobre las islas Malvinas para el público chino.

Número 39
- Dossier especial dedicado a literatura china actual, con cuentos y poemas de la Asociación de Escritores de Kunming (provincia de Yunnán) traducidos al español en exclusivo para esta edición.
- El viaje de Sergio Massa a Beijing y Shanghái, en busca de fondos.
- Messi y la selección campeona de fútbol enloquecieron a los fans chinos.
- Guía de libros y un premio de China al coeditor de DangDai, Gustavo Ng.